# Болгарин Сергій Іванович
Сергій Іванович Болгарин (10 жовтня 1925, Коротне, Молдавська АРСР, УСРР  — 10 лютого 2002, Покровка, Роздільнянський район, Одеська область) — Герой Радянського Союзу (1945), у роки німецько-радянської війни  навідник станкового кулемета 86-го кавалерійського полку (32-я Смоленська кавалерійська дивізія, 3-й гвардійський кавалерійський корпус, 3-й Білоруський фронт), єфрейтор.

## Біографія
Народився 10 жовтня 1925 року в селі Коротноє (нині Слободзейського району Придністровської Молдавської Республіки) в селянській родині. Молдованин. Працював слюсарем-складальником на заводі. На початку війни був евакуйований на схід. Працював на будівництві залізниці Кизляр—Астрахань.
У 1943 році був призваний в Червону Армію Кизлярським райвійськкоматом Дагестанської АРСР. З цього часу в діючій армії. Воював на Прибалтійському і 3-му Білоруському фронтах. Відзначився у боях за визволення Білорусі.
25 червня 1944 року в бою за село Шарки (Сєнненський район Вітебської області) знищив ворожий кулемет і 25 фашистів, взяв у полон 3-х солдатів і офіцера. 8 липня в бою на підступах до міста Ліда (Гродненська область) в районі села Татарци зі станкового кулемета знищив 50 гітлерівців. 10 липня в бою за переправу на річці Дітва біля села Поречани Лідського району прорвався до залізничного мосту, знищив саперів противника, що намагалися підірвати міст, при вогневій підтримці його кулемета кавалерійський ескадрон захопив цей міст. При форсуванні річки Німан був важко поранений і контужений.
Указом Президії Верховної Ради СРСР від 24 березня 1945 року за зразкове виконання бойових завдань командування на фронті боротьби з німецько-фашистськими загарбниками і проявлені при цьому мужність і героїзм єфрейторові Болгарину Сергію Івановичу надано звання Героя Радянського Союзу з врученням ордена Леніна і медалі «Золота Зірка» (№ 4942).
З 1945 року перебував на господарській роботі, з 1950 року жив у селі Покровка Роздільнянський район Одеської області. Працював бригадиром тракторної бригади. Член КПРС з 1962 року. Помер 10 лютого 2002 року. Похований на цвинтарі села Покровка.

## Нагороди, пам'ять
Нагороджений орденами Леніна, Жовтневої Революції, Вітчизняної війни 1-го ступеня, медалями. Почесний громадянин міста Ліда (1985).
Біля села Поречани, біля залізничного мосту, на честь його подвигу встановлена стела.